# Макнайтстаун (Пенсільванія)
Макнайтстаун (англ. McKnightstown) — переписна місцевість (CDP) в США, в окрузі Адамс штату Пенсільванія. Населення — 226 осіб (2010).

## Географія
Макнайтстаун розташований за координатами 39°52′12″ пн. ш. 77°19′49″ зх. д. / 39.87000° пн. ш. 77.33028° зх. д. (39.870076, -77.330320).  За даними Бюро перепису населення США в 2010 році переписна місцевість мала площу 2,31 км², уся площа — суходіл.

## Демографія
Згідно з переписом 2010 року, у переписній місцевості мешкало 226 осіб у 91 домогосподарстві у складі 60 родин. Густота населення становила 98 осіб/км².  Було 97 помешкань (42/км²).
Расовий склад населення:
| - 96,5 % — білих - 2,2 % — азіатів |

До двох чи більше рас належало 1,3 %. Частка іспаномовних становила 1,8 % від усіх жителів.
За віковим діапазоном населення розподілялося таким чином: 23,9 % — особи молодші 18 років, 60,2 % — особи у віці 18—64 років, 15,9 % — особи у віці 65 років та старші. Медіана віку мешканця становила 44,4 року. На 100 осіб жіночої статі у переписній місцевості припадало 101,8 чоловіків;  на 100 жінок у віці від 18 років та старших — 95,5 чоловіків також старших 18 років.
Цивільне працевлаштоване населення становило 53 особи. Основні галузі зайнятості: роздрібна торгівля — 100,0 %.